# Авторемзавод
Авторемзаво́д — посёлок Катынского сельского поселения Смоленской области России, в Смоленском районе.
Население — 1320 жителей (2007 год). Расположен в западной области в 21 км к западу от Смоленска.

## История
Образование посёлка связано со строительством авторемонтного завода в начале 50-х годов.

## Экономика
Строительная фирма «СтройОЛАКС», фирма «САРС», магазины.

## Достопримечательности
Детский сад, СПТУ № 34, банный комплекс с парикмахерской, железнодорожная станция (о.п. 443 км), футбольный стадион, хоккейная площадка, детская площадка, гостиница «Транзит», статуя Бык возле Олакса, бык в ОЛАКСЕ.